# 吳宗憲 (音樂家)
吳宗憲（1961年—），出生於臺灣花蓮縣，音樂家，擅長演奏笛、簫等樂器，也會作曲、編曲。現任中國文化大學專任副教授及前任國樂系主任。

## 生平
吳宗憲是臺灣省花蓮縣人，1961年出生，小學四年級時開始學鋼琴、參加合唱團；在板橋高中就學時加入國樂社，開始學習中國笛；大學畢業於中國文化大學音樂系國樂組。1983年，吳宗憲到南非參加第二屆世界青年才藝大賽，獲器樂獨奏項目比賽第三獎。
1991年與二胡演奏家黃正銘共創室內絲竹樂團采風樂坊。采風樂坊自1995年起成為文建會（文化部之前身）國家級扶植團隊，並為首度進入介壽館（中華民國總統府2006年前現址館舍正式名稱）與德國柏林愛樂室內樂廳的國樂團體。1994年獲中華民國資深青商總會主辦的「十大傑出青年薪傳獎」（第二屆）。